# Aminopyridine
Die Aminopyridine bilden in der Chemie eine Stoffgruppe von organischen Verbindungen, die zu den Heterocyclen (genauer: Heteroaromaten) zählt. Sie bestehen aus einem Pyridinring, der mit einer Aminogruppe (–NH2) substituiert ist. Aufgrund der unterschiedlichen Anordnung ergeben sich drei Konstitutionsisomere mit der Summenformel C5H6N2. Im weiteren Sinne werden auch andere Verbindungen mit Aminogruppe am Pyridinring als Aminopyridine bezeichnet.

## Vertreter
| Gefahrensymbol | Gefahrensymbol |

| Gefahrensymbol | Gefahrensymbol |

| Gefahrensymbol | Gefahrensymbol | Gefahrensymbol |

## Eigenschaften
Die Aminopyridine sind farblose bis gelbliche Feststoffe mit einem pyridinartigen Geruch. Sie sind löslich in Wasser und Alkoholen. Das 4-Aminopyridin, das die höchste Symmetrie aufweist, besitzt den höchsten Schmelzpunkt.

## Verwendung
4-Aminopyridin wird zur Herstellung von 4-Halogenpyridinen und Arzneimitteln verwendet. Es selbst dient als Vogelgift und in der Medizin als reversibler Kaliumkanalblocker (z. B. bei Multipler Sklerose).
4-Aminopyridin wurde 2010 von der US-amerikanischen Arzneimittelbehörde unter dem US-amerikanischen Freinamen (USAN) Dalfampridine zur unterstützenden Behandlung der Multiplen Sklerose zugelassen. Ein entsprechender Antrag für die Europäische Union wurde jedoch aufgrund eines ungenügenden Nutzen-Risiko-Verhältnisses vorläufig abgewiesen. Eine Entscheidung der Schweizer Behörde steht noch aus.